# Johnny Lafleur
Johny Dédy Lafleur ou encore Johny Johny, de son vrai nom Jean Niambrui et originaire du pays bété (ouest de la Côte d'Ivoire) surnommé « Gnowouli » est un comédien et artiste chanteur ivoirien de l'époque Yéyé-Disco spécialisé dans le Zagrobi et le Ziglibithy. Il fut « l'élève d'Ernesto Djédjé » d'où ses prestations scéniques tonitruantes en Ziglibithy et Disco dance. À sa mort, il en devient son digne successeur parmi Luckson Padaud ou encore John Yalley. Son grand rival fut Blissi Tébil qu'il affronte en duel sur Ziglibithy en 1997 à l'hôtel Ivoire. Il ne put pérenniser le mouvement créé par Ernesto Djédjé concurrencé par l'arrivée du Zouglou.
Il est surnommé « Lafleur » pour les nombreuses chemises à fleurs qu'il portait.
Il meurt le 25 octobre 2014 des suites d'une longue maladie.

## Discographie
- Réconciliation
- L'avenir

## Courants musicaux
- Ziglibithy
- Zagrobi